# Scoliacma
Scoliacma é um gênero de traça pertencente à família Arctiidae.